# Heidenau (Dolna Saksonia)
Heidenau – miejscowość i gmina położona w niemieckim kraju związkowym Dolna Saksonia, w powiecie Harburg, należy do gminy zbiorowej (niem. Samtgemeinde) Tostedt.

## Położenie geograficzne
Heidenau leży w północno-zachodniej części Pustaci Lüneburskiej ok. 35 km. na południowy zachód od Hamburga. W pobliżu na zachodzie gminy mają źródła strumienie zasilające górny bieg rzeki Oste a na wschodzie w odległości ok. 5 km płynie rzeka Este.
Heidenau sąsiaduje od wschodu z gminą Dohren i południowego wschodu z gminą Tostedt, od południa graniczy z gminą Wistedt, od zachodu z gminą Kalbe z gminy zbiorowej Sittensen z powiatu Rotenburg (Wümme), od północy z gminami Halvesbostel i Regesbostel z gminy zbiorowej Hollenstedt i północnego zachodu z gminą Hollenstedt.

## Historia
Gmina Heidenau powstała w 1928 r. z połączenia dwóch miejscowości: Avensen i Everstorf, które leżały pół kilometra od siebie i dzisiaj tworzą jedną miejscowość Heidenau.

## Dzielnice gminy
W skład gminy Heidenau wchodzą następujące dzielnice: Avensermoor, Birkenbüschen, Everstorfermoor, Heidenau, Hollinde, Kallmoor i Vaerloh.

## Komunikacja
Z Heidenau do najbliższego węzła o tej samej nazwie na autostradzie A1 są zaledwie 3 km na północ, a do drogi krajowej B75 w sąsiednim Tostedt jest  ok. 5 km na południowy wschód.